# 洛厄尔·W·佩里
洛厄尔·W·佩里（英語：Lowell W. Perry，1931年12月5日—2001年1月7日）是NFL第一位非裔美国人助理教练、第一位非裔美国人NFL评论员、第一位非裔美国人劳斯莱斯工厂经理。他被杰拉尔德·福特提名为公平就业机会委员会主席，担任密歇根州劳工部主任，并担任NFL慈善委员会委员。
佩里出生于美国密歇根州伊普西兰蒂，毕业于密歇根大学，他在密歇根大学的Wolverines美式足球队时，曾入选全美最佳阵容（All-America）的最佳外接员，并在1953年NFL选秀第8轮被匹兹堡钢人队选中。在1956年他在美国空军（階級為少尉）參加预备役军官训练之后，在匹兹堡钢人队开始了短暂的职业生涯。他在钢人队只参加了6场比赛就因受重伤而退役。1957年，匹兹堡钢人队聘请佩里担任助理教练，使他成为NFL第一个非裔美国人教练。
他在接下来的一个赛季做过外接员教练（1957）和球探（1958），随后他离开了钢人队，并在1960年取得底特律法学学位。
在1966年，洛厄尔·W·佩里开始担任CBS电视台评论员，他成为第一个非裔美国人评论员，当时他和钢人队的Joe Tucker搭档评论。
佩里在1973年出任劳斯莱斯底特律公司工厂经理，成为第一位非裔美国人劳斯莱斯工厂经理。
1975年，佩里被福特总统任命为美国公平就业机会委员会的主席。他担任公平就业机会委员会主席到1976年。
佩里1990年在密歇根州劳工部担任主任6年，之后担任密歇根州城市规划部门主任直到1999年退休。